# سیارک ۱۱۱۷۳
سیارک ۱۱۱۷۳ (به انگلیسی: 11173 Jayanderson، نامگذاری:1998FA59) یازده هزار و صد و هفتاد و سومین سیارک کشف شده‌است که در ۲۰ مارس ۱۹۹۸ کشف شد.
قدر مطلق سیارک برابر ۱۳.۵ است.